# Volksabstimmungen in der Schweiz 1940
Dieser Artikel bietet eine Übersicht der Volksabstimmungen in der Schweiz im Jahr 1940.
In der Schweiz fand 1940 auf Bundesebene eine Volksabstimmung statt, im Rahmen eines Urnengangs am 1. Dezember. Dabei handelte es sich um ein fakultatives Referendum.

## Abstimmung am 1. Dezember 1940

### Ergebnis
| Nr. | Vorlage | Art | Stimm- berechtigte | Abgegebene Stimmen | Beteiligung | Gültige Stimmen | Ja      | Nein    | Ja-Anteil | Nein-Anteil | Stände | Ergebnis |
| --- | --- | --- | ------------------ | ------------------ | ----------- | --------------- | ------- | ------- | --------- | ----------- | ------ | -------- |
| 133 | Bundesgesetz über die Abänderung der Art. 103 und 104 des Bundesgesetzes vom 12. April 1907 betreffend die Militärorganisation (Einführung des obligatorischen militärischen Vorunterrichts) | FR  | 1'254'578          | 798'085            | 63,61 %     | 780'247         | 345'430 | 434'817 | 44,27 %   | 55,73 %     | –      | nein     |

### Obligatorischer militärischer Vorunterricht
Zwar bestand seit 1874 ein freiwilliger militärischer Vorunterricht, doch wurde er von den Kantonen mit Ausnahme des Schulturnens kaum umgesetzt. Die Schiesskurse wiesen in den 1930er Jahren steigende Teilnehmerzahlen auf, erfassten aber nur etwa 40 Prozent aller männlichen Jugendlichen. Angesichts des Ausbruchs des Zweiten Weltkriegs beantragte der Bundesrat Ende 1939, den Vorunterricht für obligatorisch zu erklären. Das Parlament folgte den Ausführungen der Regierung, nahm aber die kleine Einschränkung vor, dass der Vorunterricht «nur ausnahmsweise» an Sonntagen stattfinden dürfe. Katholische Bauern- und Jugendorganisationen, Föderalisten und reformierte Pastoren aus der Deutschschweiz ergriffen mit Erfolg das Referendum. Sie kritisierten vor allem den Eingriff des Bundes in die Souveränität der Kantone und die mögliche «Entheiligung» des Sonntags. Zu den Befürwortern gehörten die vier grossen Parteien und der LdU. Sie argumentierten, der Vorunterricht stelle keine sonderliche Belastung für die Jugendlichen dar und gefährde weder den Sonntag noch entfremde er die Söhne von ihren Familien. Hingegen stärke er die Wehrkraft und fördere allgemein die Volksgesundheit. Eine unerwartet deutliche Mehrheit der Abstimmenden lehnte die Vorlage ab.